# Chi perde un amico...
Chi perde un amico... (titolo originale An Air That Kills) è un romanzo giallo della scrittrice canadese Margaret Millar. Pubblicato nel 1957, in Italia è apparso dapprima con il titolo Un'aria che uccide (1959), quindi come Chi perde un amico..., edito nella collana Il Giallo Mondadori nel 1989 e tra I Classici del Giallo Mondadori nel 2007.

## Trama
Ron Galloway è un quarantenne ricco e  sportivo: possiede un capanno sul lago e qui invita gli amici per andare a pesca. Un sabato sera parte piuttosto presto, convinto che come ospite debba arrivare prima degli altri, ma deve passare a prendere il suo migliore amico, Harry Dream. Non arriverà mai al capanno e, quanto ad Harry, raggiunge la località con ore di ritardo. Nessuno sa cosa sia accaduto, Harry sostiene di non essere stato in casa quando l'amico era venuto a prenderlo e, dopo un drink, Ron era partito senza aspettarlo. Le ricerche partono subito, perché una donna, affermando di essere la moglie di Ron, ha allertato la polizia.
Nelle ore notturne, anche Harry si mette in contatto con la moglie Thelma, ma poi questa continua a parlare con un altro della compagnia, Ralph Turee. A questi la donna dichiara di essere incinta di Ron e di volerlo sposare e solo con fatica Ralph distoglie Harry perché non senta la confessione mai richiesta. La faccenda è molto seria perché Ron ha già avuto un divorzio, che ha causato un grande scandalo, e sembra improbabile che si voglia rimettere in una situazione del genere. Tuttavia arriva ben presto una lettera, scritta da Ron alla moglie, in cui l'uomo confessa di aver messo incinta Thelma e di vergognarsi al punto di voler morire. Inoltre, la sera della scomparsa, Ron avrebbe telefonato alla sua prima moglie, Dorothy, con l'intento di chiederle scusa per il male che le aveva fatto. Al telefono aveva risposto la madre di Dorothy, dicendo che la figlia era molto malata.
La polizia ha raccolto solo pochi indizi quando, il lunedì, una ragazzina trova in riva al lago il berretto di Ron. A quel punto le ricerche permettono di vedere l'auto di Ron precipitata da una scogliera; lui viene trovato al volante, allacciato con la cintura di sicurezza. Il caso si può archiviare come suicidio e il giorno dopo Ron viene seppellito. Harry non partecipa alla cerimonia perché, in evidente stato di ubriachezza, ha lanciato l'auto contro un tram. Quando si ristabilisce, parte per gli Stati Uniti per motivi di lavoro. Thelma attende di partorire il figlio e a sua volta parte con il piccolo, dicendo di voler andare in Nevada per divorziare senza problemi. La vedova di Ron, dopo un disappunto iniziale, le concede una forte somma di denaro per il bambino. Ben presto i due fanno perdere le loro tracce.
Il tempo passa (meno di due anni) e un autunno Ralph accetta un incarico di insegnamento in California: gli pare un'occasione per rivedere Thelma e il bimbo di Ron. Con tenacia riesce a trovare la loro casa, ma quando arriva, già allarmato, incontra Thelma e capisce che con lei c'è anche Harry. I due avevano parlato di nuovi compagni: invece la donna si mostra alquanto sconfitta e ammette una parte delle bugie che ha raccontato. Ralph comprende che Ron è stato assassinato dai due, sia pure con moventi diversi: Thelma per estorcergli molto denaro, Harry per una gelosia alimentata dal tempo in cui lui e Ron erano compagni di scuola.
Ma non basta capire la verità, Ralph ha bisogno di un'ammissione piena e attende Harry, che arriva poco dopo. L'uomo ammette tutto: ha riempito Ron di barbiturici, lo ha convinto a scrivere la lettera di addio alla moglie, ha chiamato lui stesso la casa di Dorothy, ha spinto l'amico, istupidito dai tranquillanti, in fondo al lago, bloccato dalla cintura di sicurezza. Ma l'Harry di adesso è un pazzo violento che tiene prigioniera Thelma con gesti autolesionisti come  tagliarsi le vene (mostra a Ralph le cicatrici) e che progetta di lavare nel sangue i peccati di entrambi. Con la moglie si avvia al programmato destino di morte, dopo aver raccomandato a Ralph il piccolo. Ralph non li trattiene e pensa che quella sarà la sua missione più immediata.

## Personaggi
- Ron Galloway, vicino ai quarant'anni, è bello, ricco e sportivo.
- Esther, seconda moglie di Ron, madre dei loro figli Greg e Marvin (5 e 7 anni) è dedita a una vita brillante e affida i bambini alla bambinaia Anne.
- Dorothy, prima moglie di Ron, dopo il divorzio vive con la madre e con la figlia Barbara. È sempre malata.
- Signora Reynold, madre di Dorothy.
- Harry Dream, rappresentante di una ditta farmaceutica, è il migliore amico di Ron.
- Thelma, moglie di Harry, proviene da un ambiente diverso e non lega con amici e mogli.
- Ralph Turee, amico di Ron ed Harry, insegna all'università e ha qualche difficoltà economica, a causa della famiglia numerosa: ha quattro figlie.
- Nancy, moglie di Ralph.
- Bill Winslow e Joe Hepburn, altri amici di Ron, Harry e Ralph. Insieme passano i week end a pescare e sono compagni di bevute.
- Aggie (Agatha), ragazzina undicenne appartenente a una famiglia di mennoniti.

## Edizioni in italiano
- Margaret Millar, Un'aria che uccide, traduzione dall'inglese di Bruno Just Lazzari, Corriere della Sera, Milano 1959
- Id, Chi perde un amico..., collana Il Giallo Mondadori n. 2135, Milano 1989
- Id, Chi perde un amico..., trad. di Maria Luisa Vesentini Ottolenghi, collana I maestri del giallo, Mondadori-De Agostini, Novara 1991
- Id, Chi perde un amico..., collana I Classici del Giallo Mondadori n.  1162, Milano 2007